# Саджа
Саджа́, копи́тка (Syrrhaptes) — рід птахів родини рябкових (Pteroclididae), ряду голубоподібних (за іншою систематикою — ряду рябкоподібних), поширений переважно в центральній Азії. Існує 2 види — саджа звичайна (Syrrhaptes paradoxus) і саджа тибетська (Syrrhaptes tibetanus).

## Опис
Має розмір голуба, довжина тіла — 40 см, розмах крил — до 71 см, маса тіла — 240—400 г. Оперення жовтувате з чорно-бурими поперечними смужками. Ноги оперені повністю. Заднього пальця в садж немає, три передні пальці в них зрослися та утворюють спільну підошву, що нагадує копито (звідси друга назва). Мешкають у пустелях, напівпустелях і степах. Кладку з 3 яєць насиджують самка і самець біля місяця. Живляться саджи насінням, вегетативними частинами рослин, комахами.

## Саджа на території України
На території України саджу звичайну (Syrrhaptes paradoxus) помічали під час періодичних нальотів, що були відмічені в 1859, 1863, 1872, 1876, 1888 та 1908 р. В 1888 та 1908 pp. саджі траплялись майже в усіх областях України, а окремі пари гніздилися в степовій зоні (Дніпропетровська область, Асканія-Нова). Востаннє цих птахів спостерігали в Пирятинському районі Полтавської області та в Прилуцькому районі Чернігівської області в травні та червні 1921 р. Під час нальотів саджі з'являлися у нас зазвичай весною (квітень) і трималися до початку зими (грудень). Масові зальоти на територію України збігалися з масовими зальотами в садж в Європу, і були спричинені, очевидно, проблемами з кормовою базою в місцях постійного гніздування.